# Трилемма
Триле́мма (по аналогии с греч. δί-λημμα, дилемма, «двойная лемма», но с приставкой «три-» вместо «ди-») — полемический довод с тремя взаимоисключающими посылками, которые исчерпывают варианты выбора. В обыденной речи использование слова означает, что все варианты выбора трудно принять, и выбор делается по принципу «меньшего из трёх зол»; типичный пример трилеммы из сказок: «поедешь прямо — будешь в холоде и голоде, поедешь направо — коня потеряешь; налево поедешь — сам погибнешь».
В апологетике используется аргумент, называемый трилеммой Льюиса.

## Этимология
Слово пришло из английского языка, где было придумано несколько раз:
- его использует проповедник Ф. Генри (англ. Philip Henry) в 1672 году;
- в 1725 году его независимо изобретает теолог И. Уоттс;
- слово было переоткрыто в XIX (Дж. Грейвс[англ.]) и XX веках.